# 고트하르트 도로 터널

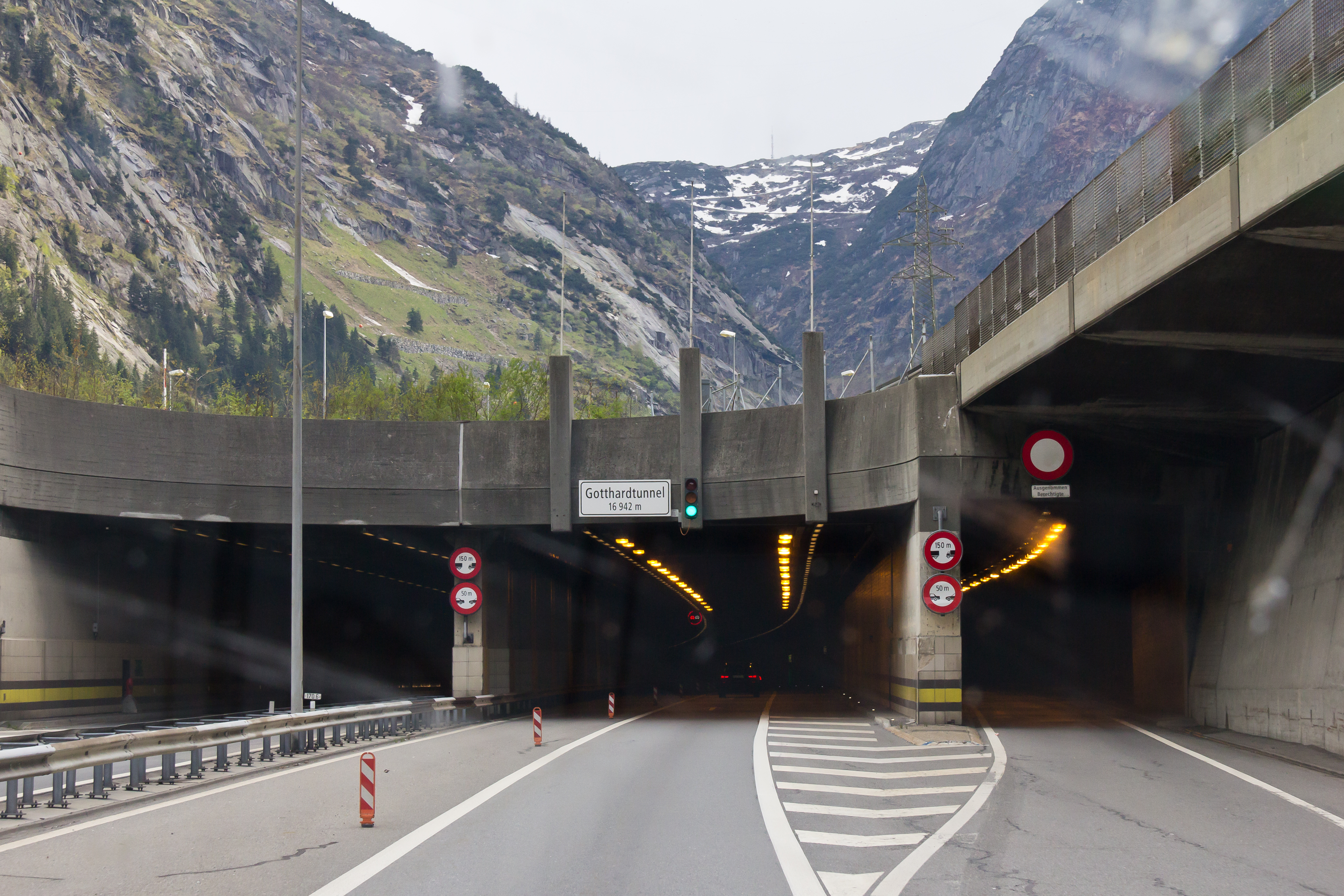
고트하르트 도로 터널

고트하르트 도로 터널(독일어: Gotthard-Strassentunnel)은 스위스의 도로 터널이다. 1999년 이전까지만해도 세계에서 가장 긴 도로 전용 터널이었지만 지금은 레르달 터널에 자리를 내주고 순위권 밖에 밀리고 있다.